# 山本米三
山本 米三（やまもと よねぞう、1876年（明治9年）12月2日 - 1971年（昭和46年）5月19日）は、明治時代後期から昭和時代の政治家、実業家、醸造家。貴族院多額納税者議員、奈良県宇智郡五條町長、初代五條市長。旧姓・植木。

## 経歴
現在の大阪府堺市で植木楢之祐の三男として生まれた。奈良県宇智郡、のちの五條町（現五條市）の山本泰造の養兄、山本七九郎の養子となり1919年（大正8年）に分家した。
銘酒「松の友」醸造元である山本家家業の酒造業を営み、1904年（明治37年）以降、大和銀行、大和酒造各監査役、奈良県農工銀行取締役、五條信用組合理事長、宇智郡酒造組合長、奈良県信用組合連合会理事、同県地方森林会議員、五條町会議員を務めた。
1932年（昭和7年）9月、奈良県多額納税者として貴族院議員に互選され、同年9月29日に就任し、同成会に所属して1939年（昭和14年）9月28日まで1期務めた。
1950年（昭和25年）7月、浄土真宗本願寺派本願寺宗会議員に就任。1953年（昭和28年）10月、五條町長に就任。宇智郡8町村の合併により五條市が誕生すると1957年（昭和32年）10月、無投票で初代市長に選出され、合併後の市民の一体感の醸成に努め、南宇智村の編入を実現し、それを契機に1959年（昭和34年）2月に市長を退任した。

## 親族
- 妻 山本シャウ（国防婦人会五條分会長）[1][3]